# قائمة إنجازات مسؤولي الصحة العامة في الولايات المتحدة
إنجازات مسؤولي الصحة العامة في القرن العشرين
عشرة عناصر حققت بين (1999-1900). في الولايات المتحدة زاد متوسط معدل الحياة بصورة كبيرة بحول أكثر من 35 سنة، 25 سنة منها نتيجة جهود مسؤولي الصحة العامة.
الصحة العامة تهتم في منع حدوث الأمراض بالإضافة إلى المساهمة في التثقيف الصحي للمجتمع.
المجتمعات السابقة استنتجت أن النظافة العامة، والنظافة الصحية، والتغذية المتزنة مع ممارسة الرياضة ترتبط ارتباط وثيق بالصحة.

## التطعيمات
منذ عام 1900، طور 22 لقاحا للقضاء على الأمراض المعدية، مثل:
مرض الجدري، وشلل الأطفال، والسعال الديكي ..الخ

## سلامة قيادة السيارات
انجازات الصحة العامة تضم:
1- تغيير السلوك الشخصي.
مثال: (استخدام حزام الأمان، ارتداء خوذة الرأس عند ركوب الدراجة).
2-سلامة حركة المرور.
3-تحسن طرق السير والطرق السريعة.
وكل هذه النقاط ساهمت في تقليل نسبة الوفيات نتيجة الحوادث المرورية.

## أماكن العمل أكثر أمانا
الحرص على توفير بيئة عمل آمنة بوضع قوانين تنص على الحفاظ على صحة العاملين بكل القطاعات، ونتيجة ذلك قلت الوفيات والحوادث في مقر العمل بصورة كبيرة ومثل( عمال المصانع، عمال المنجم)

## السيطرة على الأمراض المعدية
تمت السيطرة على الأمراض المعدية بتطبيق عدة نقاط وهي كالتالي: ( التطعيمات واللقاحات، والمعالجة بمضادات الميكروبات، والنظافة البيئية، والتخلص من النفايات)

## إنخفاض عدد الوفيات من امراض القلب والسكتة القلبية
نجحوا أخصائيين الصحة العامة في ذلك عن طريق السيطرة على تخفيض ضغط الدم المرتفع ورفع الوعي في عمل مراجعات دورية لمنع حدوث الأمراض أو السيطرة عليها وتقليل مضاعفاتها في حال وجودها، وذلك أدى إلى تقليل وفيات أمراض القلب حتى 51%.

## أغذية أكثر صحة وأمانًا
أغذية أكثر صحة بإتباع الطرق الصحية والصحيحة في تطهير الأغذية. وأغذية أكثر صحة بتطوير القيمة الغذائية للأغذية عن طريق إضافة المعادن والفيتامينات للأغذية.

## أمهات وأطفال أكثر صحة
تطور الطب المختص في النساء والأطفال والصحة العامة أثمر في انخفاض وفيات الأمهات بنسبة 99%. وانخفاض وفيات الرضع لأكثر من 90%

## تنفيذ الخطط العائلية
هي القابلية في وضع مسافة زمنية بين إنجاب كل طفل وآخر بطرق آمنة وصحية بإشراف مختصين.
فوائدها تكمن في تصغير عدد أفراد العائلة كي يتلقون المستلزمات الأمثل في كل ناحية كانت صحية أو تعليمية.و يقلل من معدلات الإجهاض إضافةً إلى إخفاض نسبة وفيات المواليد والأمهات أثناء عملية الولادة.

## إضافةالفلوريدلماء الشرب
تمت إضافته:
1- لمنع تسوس الأسنان.
2-آمن ورخيص.
3- مفيد لكلا فئتي الأطفال والبالغين.
4-تقلل تسوس أسنان الأطفال بنسبة 70%.
5-تقلل سقوط أسنان البالغين بنسبة 60%.
6-يساهم في أخذ الحيطة من الإصابة بهشاشة العظام بالتزامن مع اعتدال نسبة فيتامين دال والكالسيوم وممارسة الرياضة.

## الإقرار بأنالتبغ(تبغ شائع) خطر على الصحة
تم ذلك في إنشاء حملات ضد التدخين، وبوضع قوانين تمنع التدخين في الأماكن العامة وبوضع ضرائب عالية في بعض الدول. إضافة إلى عمل إعلانات تحذر من التدخين وتعزز من الصحة.